# چدراوی

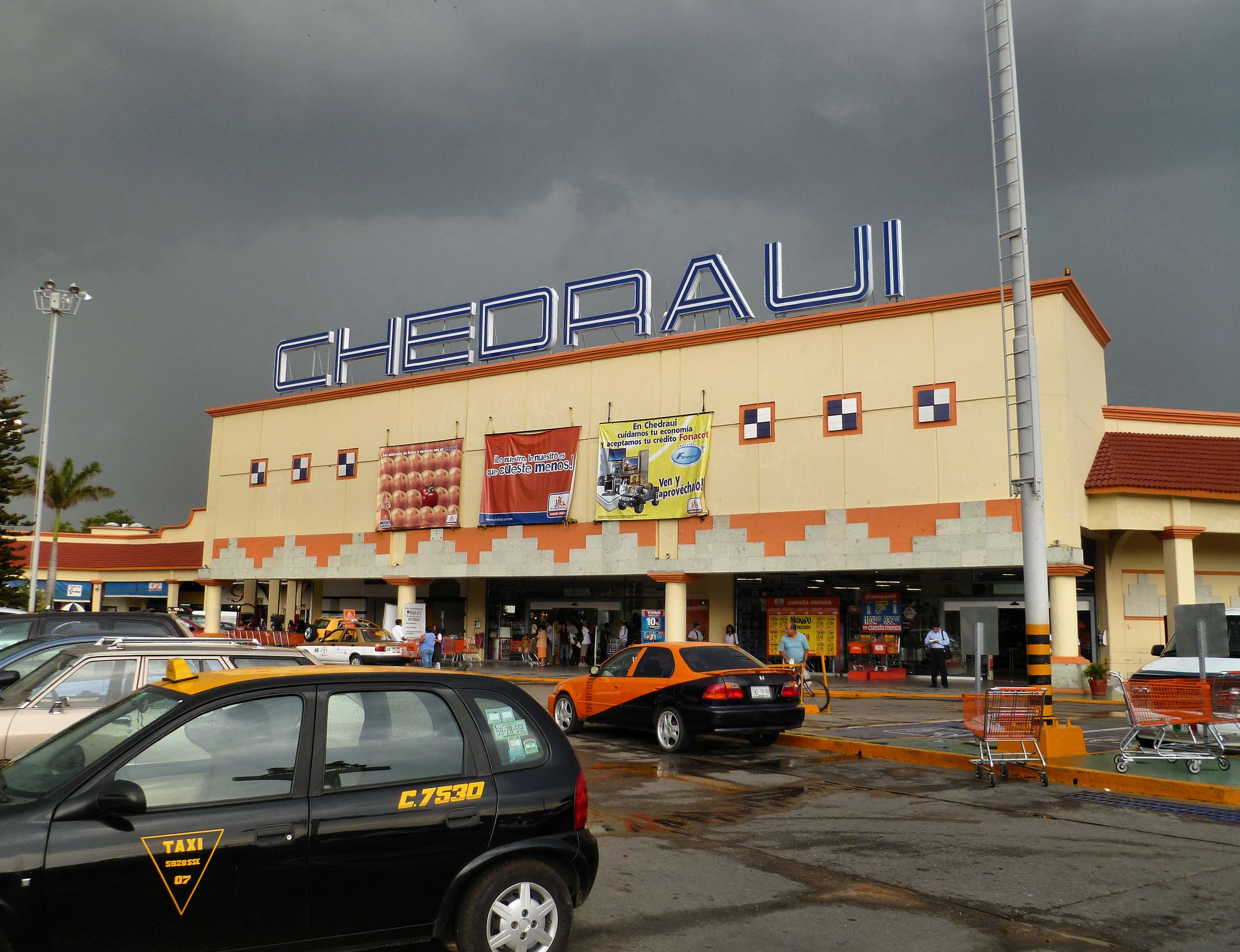
شعبه‌ای از چدراوی، در اوآخاکا

چدراوی (به اسپانیایی: Chedraui) شرکت خرده‌فروشی مکزیکی است، که در زمینه مدیریت سوپرمارکت‌ها، هایپرمارکت‌ها، سوپراستورها و فروشگاه‌های زنجیره‌ای خرده‌فروشی فعالیت می‌کند. 
شرکت چدراوی در سال ۱۹۲۷ توسط لازارو چدراوی چایا در شهر زالاپا، وراکروس تأسیس شد و در حال حاضر با در اختیار داشتن شبکه‌ای از ۱۸۳ شعبه، چهارمین شرکت بزرگ خرده‌فروشی مکزیک به‌شمار می‌آید.
دفتر مرکزی این شرکت در شهر زالاپا، مکزیک قرار دارد و بخشی از سهام آن در بازار بورس اوراق بهادار مکزیک معامله می‌شود.

## نگارخانه

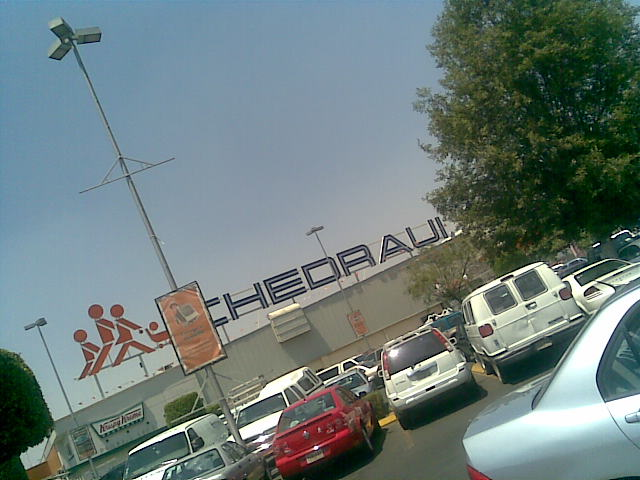
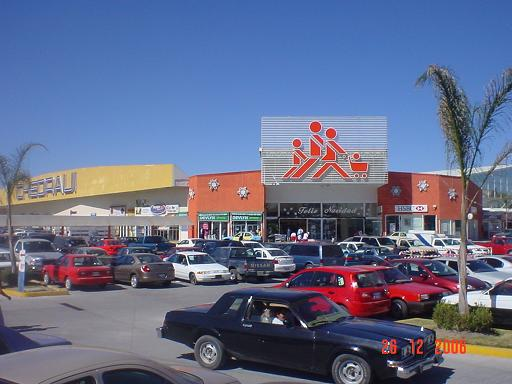
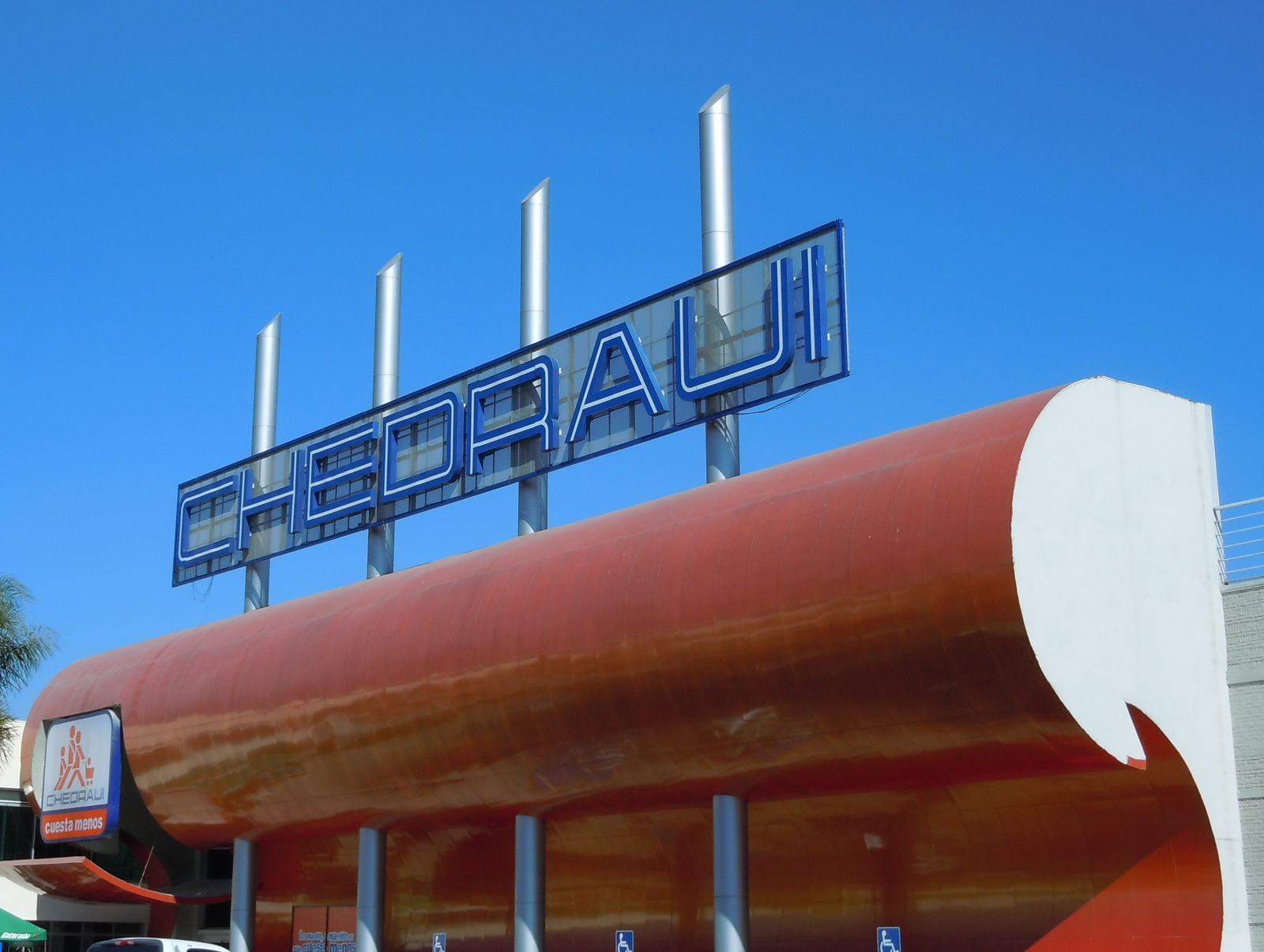
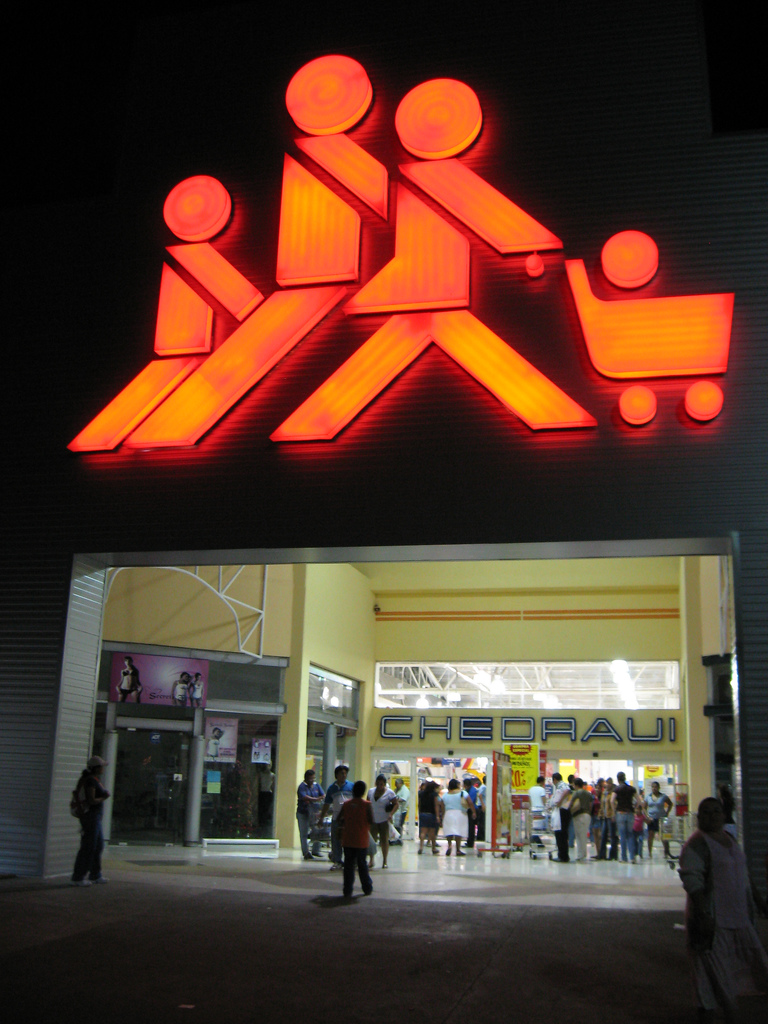